# Basicladus cacocnemos
Basicladus cacocnemos är en fjärilsart som beskrevs av Jones 1922. Basicladus cacocnemos ingår i släktet Basicladus och familjen säckspinnare. Inga underarter finns listade i Catalogue of Life.